# پل جانسن
پل جانسن (انگلیسی: Paul Janssen; ۱۲ سپتامبر ۱۹۲۶ – ۱۱ نوامبر ۲۰۰۳) پزشک اهل بلژیک و موسس شرکت داروسازی جانسن فارماسیوتیکا بود.
وی همچنین برندهٔ جوایزی همچون جایزه گاردینر شده‌است.